# تأثير مرتد

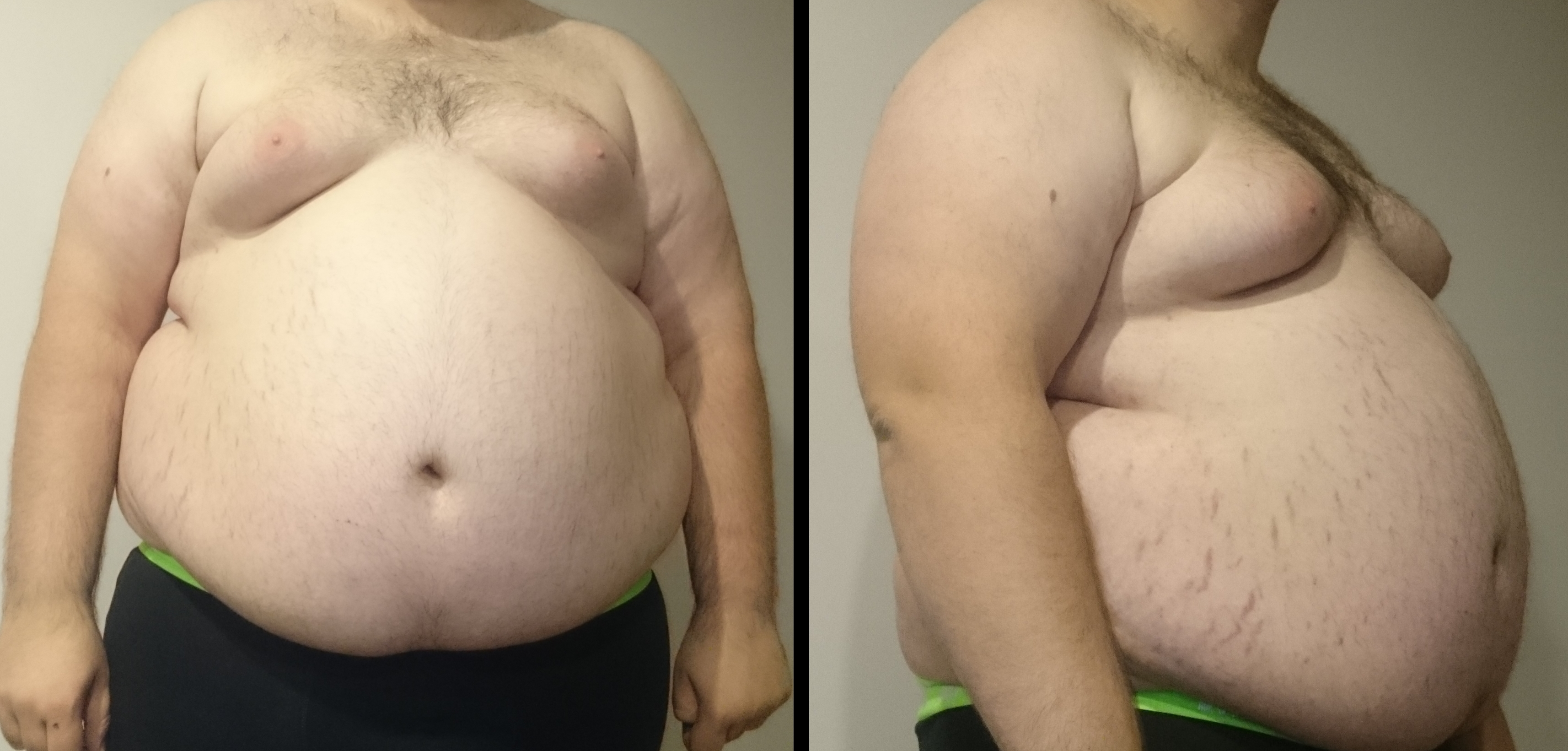

التأثير الارتدادي، أو ظاهرة الارتداد أو الانتكاس،(بالإنجليزية:Rebound effect) هو ظهور أو عودة ظهور الأعراض التي كانت إما غائبة أو مُسيطر عليها أثناء تناول دواء ما، ولكن تظهر عندما يتم وقف هذا الدواء نفسه، أو خفض الجرعة. في حالة عودة الظهور، تكون شدة الأعراض غالبا أسوأ من مستويات ما قبل المعالجة.

## أمثلة

### المنومات المهدئة

#### عودة القلق
العديد من مضادات القلق والمنومات يكون لها تأثير انتكاسي. على سبيل المثال، يمكن أن يسبب انسحاب البنزوديازيبين القلق الشديد والأرق أسوأ من الأرق الأصلي أو اضطراب القلق. حوالي 70٪ من المرضى الذين توقفوا عن البنزوديازيبين مروا بتجربة عودة القلق. يمكن أن تكون أعراض الارتداد عاملا في الاستخدام المزمن للأدوية والإدمان على المخدرات على المدى الطويل، مع استمرار بعض المرضى في تناول بعض الأدوية فقط لدرء أعراض غير سارة وأحيانا لمنع ظاهرتين متميزتين هما: الانسحاب الجسدي وتأثير الانتكاس.

#### عودة الأرق
الأرق المرتد هو الأرق الذي يحدث بعد التوقف عن المواد المهدئة التي أخذت لتخفيف الأرق الأولي. الاستخدام المنتظم لهذه المواد يمكن أن يتسبب في أن يصبح الشخص معتمدا على تأثيرها من أجل القدرة على النوم. لذلك، عندما يكون الشخص قد توقف عن تناول الدواء ومن آثاره "عودة الأرق"، فإنه أو إنها قد تعاني من الأرق باعتباره أحد أعراض الانسحاب. أحيانا، قد يكون هذا الأرق أسوأ من الأرق الذي كان من المفترض للدواء أن يعالجه.
الأدوية الشائعة المعروفة بأنها تسبب هذه المشكلة هي إزوبيكلون، وزولبيديم، ومضادات القلق مثل البنزوديازيبينات والتي توصف للأشخاص الذين يعانون من صعوبات في النوم أو البقاء نائما.

#### عودة الاكتئاب
قد تظهر أعراض الاكتئاب بشكل متجدد في المرضى الذين كانوا حتى الآن غير مصابين بهذا المرض.

#### الانتكاس النهاري
لا تحدث بالضرورة ظواهر الانتكاس فقط عند وقف الجرعة المقررة. على سبيل المثال، آثار الانتكاس النهاري من القلق، والطعم المعدني، والاضطرابات الإدراكية التي هي أعراض انسحاب البنزوديازيبين النموذجية والتي يمكن أن تحدث في اليوم التالي بعد أن يزول تأثير البنزوديازيبين المنوم قصير المدى. مثال آخر هو عودة الأرق في الصباح الباكر الذي قد يحدث عندما يزول تأثير المنوم سريع المفعول مما يؤدي إلى عودة اليقظة التي تجبر الشخص على أن يصبح مستيقظا تماما قبل أن يحصل على ليلة نوم كاملة. واحد من الأدوية التي يبدو أنها ترتبط عادة بهذه المشاكل هو تريازولام بسبب قوته العالية وفترة عمر نصف قصيرة جدا ولكن هذه الآثار يمكن أن تحدث مع الأدوية المنومة قصيرة المدى الأخرى. كوازيبام بسبب انتقائيته لمستقبلات البنزوديازيبين من النوع1 وفترلة نصف العمر الطويلة لا يسبب عودة القلق النهاري أثناء العلاج، وهو ما تبين أن نصف العمر مهم جدا لتحديد ما إذا كان المنوم الليلي سوف يسبب آثار ارتداد انسحابية في اليوم التالي أم لا. التأثير المرتد النهاري ليس بسيطا بالضرورة ولكن يمكن أن ينتج في بعض الأحيان اضطرابات نفسية وجسمانية ملحوظة جدا.

#### المنشطات
تشمل آثار الانتكاس من المنشطات مثل ميثيل فينيدات أو ديكستروامفيتامين الذهان والاكتئاب وعودة أعراض اضطراب فرط الحركة ونقص الانتباه ولكن في شكل مبالغ فيه مؤقتا. يواجه ما يصل إلى ثلث الأطفال المصابين باضطراب فرط الحركة ونقص الانتباه تأثير انتكاسي عندما يتم سحب الميثيل فينيدات.

#### مضادات الاكتئاب
العديد من مضادات الاكتئاب، بما في ذلك مثبطات استرداد السيروتونين الاختيارية، يمكن أن تسبب عودة الاكتئاب، ونوبات الهلع، والقلق، والأرق عند التوقف.

#### مضادات الذهان
قد يحدث ظهور مفاجئ وشديد  أو عودة ظهور  للذهان عندما يتم إيقاف مضادات الذهان بسرعة كبيرة.

#### عواملالأدرينالينألفا -2
لوحظ ارتفاع ضغط الدم الانتكاسي، فوق مستوى ما قبل العلاج، بعد توقف تناول الكلونيدين، وغوانفاسين.

### الآخرين

#### آثار انتكاسية أخرى
مثال على ذلك استخدام الستيرويدات القشرية قوية جدا، مثل كلوبيتاسول للصدفية. الانسحاب المفاجئ يمكن أن يسبب تطور حالة أكثر شدة من الصدفية. ولذلك، يجب أن يكون الانسحاب تدريجيا، وتخفيف الدواء ربما مع غسول، حتى يتم تناول القليل جدا من الدواء الفعلي.
مثال آخر على تأثير الانتكاس بالمستحضرات الصيدلانية هو عودة صداع مع مسكنات الألم عندما يتم خفض الجرعة، أو تبدد تأثير الدواء أو توقف الدواء فجأة.
الاستخدام المستمر لمضادات الاحتقان الموضعية (بخاخات الأنف) يمكن أن يؤدي إلى احتقان الأنف المستمر، والمعروف باسم التهاب الأنف الدوائي.